# Araneus vulpinus
Araneus vulpinus là một loài nhện trong họ Araneidae.
Loài này thuộc chi Araneus. Araneus vulpinus được Carl Wilhelm Hahn miêu tả năm 1834.